# Y-хромозомски Адам
У људској генетици се појмом Y-хромозомски Адам означава најскорији заједнички предак од кога су по очевој линији потекли сви данашњи људи. 
Студија из 2013. године је обзнанила да је Y-хромозомски Адам живео пре око 338.000 година. Ова студија је са вероватноћом од 95% известила да је Y-хромозомски Адам живео пре око 237.000 и 581.000 година (ако није било системских грешака у подацима студије). Раније студије су постављале Y-хромозомског Адама у скорији период од пре око 142.000 до пре 60.000 година.
Y-хромозомски Адам је назван по библијском Адаму. Носилац овог хромозома је живео истовремено са другим мушкарцима, тј. није био ни једини ни први мушкарац. Није сигурно шта се тачно десило са његовим савременицима, али ниједан од њих није оставио потомке по непрекинутој, мушкој линији. Сви живи људи су по мајчиној линији потекли од митохондријске Еве, за коју се мисли да је живела пре око 200.000 година. Није нужно да су Y-хромозомски Адам и митохондријска Ева живели у исто време или на истом месту.